# D-Frag!
D-Frag! (ディーふらぐ! Diifuragu!), tên đầy đủ là D-Fragments, là 1 sê-ri manga của Haruno Tomoya được phát hành tuần tự trong cuốn Monthly Comic Alive của nhà xuất bản Media Factory vào tháng 9 năm 2008. Nó đã được nhóm lại thành 15 tập tankōbon, và được ra mắt vào tháng 12 năm 2013. Một sê-ri anime truyền hình do hãng phim Brain's Base thực hiện đã chính thức lên sóng từ 6 tháng 1 năm 2014.

## Danh sách nhân vật

### Câu lạc bộ Làm game (Tạm thời)
Kazama Kenji (風間 堅次 Kenji Kazama)
Lồng tiếng bởi: Konishi Katsuyuki
Shibasaki Roka (柴崎 芦花 Roka Shibasaki)
Lồng tiếng bởi: Kana Hanazawa
Karasuyama Chitose (烏山 千歳 Chitose Karasuyama)
Lồng tiếng bởi: Chiwa Saitō
Mizukami Sakura (水上 桜 Sakura Mizukami)
Lồng tiếng bởi: Mikako Takahashi
Ōsawa Minami (大沢 南 Minami Ōsawa)
Lồng tiếng bởi: Ami Koshimizu
Shiō Hachi (子王 八 Hachi Shiō)
Lồng tiếng bởi: Kōki Miyata

### Câu lạc bộ Làm game Thật
Takao (高尾)
Lồng tiếng bởi: Shizuka Itō
Inada Tsutsumi (稲田 堤 Tsutsumi Inada)
Lồng tiếng bởi: Megumi Toyoguchi
Sakuragaoka (桜ヶ丘)
Lồng tiếng bởi: Ryoko Shiraishi
Yamada (山田)
Lồng tiếng bởi: Takahiro Fujiwara
A big, muscular club member.

### Nhóm đầu gấu của Kazama
Kawahara Ataru (河原 中 Ataru Kawahara)
Lồng tiếng bởi: Jun Fukuyama
Yokoshima (横縞)
Lồng tiếng bởi: Hiroki Gotō
Nagayama Hiroshi (長山ひろし Hiroshi Nagayama)
Lồng tiếng bởi: Kenichirou Matsuda

### Các nhân vật khác
Sakai Tama (境 多摩 Tama Sakai)
Naganuma (長沼)
Matsubara Azuma (松原 東 Azuma Matsubara)
Shinsen (神泉)
Kazama Noe (風間 之江 Noe Kazama)
Lồng tiếng bởi: Emiri Katō
Shibasaki Tsutsuji (柴崎 つつじ Tsutsuji Shibasaki)
Funabori (船堀)
Lồng tiếng bởi: Aki Toyosaki
RaGaiGar (ラガイガー)
Lồng tiếng bởi: Nobuyuki Hiyama
Konekone Shaun (ショーン・コネコネ)
Lồng tiếng bởi: Jōji Nakata

## Các phiên bản chuyển thể

### Manga
| #   | Nhan đề                            | Ngày phát hành       | ISBN              |
| --- | ---------------------------------- | -------------------- | ----------------- |
| 1   | D-Frag! 01 (ディーふらぐ！ 01)     | 23 tháng 2 năm 2009  | 978-4-8401-2533-8 |
| 2   | D-Frag! 02 (ディーふらぐ！ 02)     | 23 tháng 10 năm 2009 | 978-4-8401-2929-9 |
| 3   | D-Frag! 03 (ディーふらぐ！ 03)     | 23 tháng 7 năm 2010  | 978-4-8401-3347-0 |
| 4   | D-Frag! 04 (ディーふらぐ！ 04)     | 23 tháng 2 năm 2011  | 978-4-8401-3758-4 |
| 5   | D-Frag! 05 (ディーふらぐ！ 05)     | 22 tháng 12 năm 2011 | 978-4-8401-4078-2 |
| 6   | D-Frag! 06 (ディーふらぐ！ 06)     | 23 tháng 10 năm 2012 | 978-4-8401-4734-7 |
| 7   | D-Frag! 07 (ディーふらぐ！ 07)     | 10 tháng 8 năm 2013  | 978-4-8401-5302-7 |
| 8   | D-Frag! 08 (ディーふらぐ！ 08)     | 21 tháng 12 năm 2013 | 978-4-04-066192-6 |
| 8.5 | D-Frag! 08.5 (ディーふらぐ！ 08.5) | 21 tháng 12 năm 2013 | 978-4-0406-6192-6 |
| 9   | D-Frag! 09 (ディーふらぐ！ 09)     | 23 tháng 9 năm 2014  | 978-4-04-066848-2 |
| 10  | D-Frag! 10 (ディーふらぐ！ 10)     | 19 tháng 9 năm 2015  | 978-4-04-067803-0 |
| 11  | D-Frag! 11 (ディーふらぐ！ 11)     | 22 tháng 10 năm 2016 | 978-4-04-068587-8 |
| 12  | D-Frag! 12 (ディーふらぐ！ 12)     | 23 tháng 8 năm 2017  | 978-4-04-069441-2 |
| 13  | D-Frag! 13 (ディーふらぐ！ 13)     | 23 tháng 8 năm 2018  | 978-4-04-065052-4 |
| 14  | D-Frag! 14 (ディーふらぐ！ 14)     | 23 tháng 8 năm 2019  | 978-4-04-064026-6 |
| 15  | D-Frag! 15 (ディーふらぐ！ 15)     | 23 tháng 9 năm 2020  | 978-4-04-065922-0 |

### Anime
Anime đã chính thức phát sóng từ tháng 1 năm 2014 và được chiếu trên TV Tokyo và một số kênh khác.

#### Staff
- Nguyên tác - Tomoya Haruno (Monthly Comic Alive/ KADOKAWA)
- Đạo diễn - ShizuTakashi Sugawara
- Thiết kế nhân vật và giám đốc hình ảnh động - Matsumoto Kentaro
- Màu sắc - Ritsuko Utagawa
- Giám đốc nghệ thuật - Yuzawa Yasuyuki
- Đạo diễn hình ảnh - Oda Yorinobu
- Chỉnh sửa - Yasutaka Ikeda
- Hiệu ứng hình ảnh - Tokumaru Hitoshi
- Phụ trách âm thanh - Takatera Takeshi
- Âm nhạc - Matsuda Akirahito
- Sản xuất âm nhạc - KADOKAWA (Media Factory)
- Người sản xuất - Makoto Ito, Akiko Oyama, Yoshikazu Watanabe Manami, Masatoshi Ishizuka, Shinjuku Goro, Yayoi Saito
- (KADOKAWA, TV Tokyo, AT-X, Sony Music, Brain's Base)

#### Bài hát chủ đề
- Mở đầu: Suteirumeito - 「すているめいと!」

Ca sĩ trình bày: IOSYS jk GIRLS
- Kết thúc: Min nano Names Irete wo Kudasai - 「ミンナノナマエヲイレテクダサイ」

Ca sĩ trình bày: Shibasaki Roka (Hanazawa Kana), Takao (Shizuka Itō), Funabori (Aki Toyosaki)

#### Danh sách các tập
| Số tập | Tiêu đề                                                                                | Ngày phát sóng      |
| ------ | -------------------------------------------------------------------------------------- | ------------------- |
| 1      | "Kazama Ippa Da!" (風間一派だ!)                                                        | 6 tháng 1 năm 2014  |
| 2      | "Onore Nisegēmu Seisakubu Me!!" (おのれニセゲーム製作部め!!)                           | 13 tháng 1 năm 2014 |
| 3      | "Fujō Gakuen Furīdamu Sai. Tsūshō Fufusai" (府上学園フリーダム祭。)                    | 20 tháng 1 năm 2014 |
| 4      | "Are wa Ma no Jūyon Gakudan!!" (あれは魔の十四楽団!!)                                  | 27 tháng 1 năm 2014 |
| 5      | "Nanī !? Imōto ni bentō o!?" (何ー!? 妹に弁当を!?)                                     | 3 tháng 2 năm 2014  |
| 6      | "Koi no Sankaku Kankei tte Koto Desu ne!" (恋の三角関係ってことですね!)                | 10 tháng 2 năm 2014 |
| 7      | "Kitana!!" (汚なっーーー!!)                                                            | 17 tháng 2 năm 2014 |
| 8      | "Ano Dotto ga Yokatta no ni…" (あのドットがよかったのに…)                              | 24 tháng 2 năm 2014 |
| 9      | "Sōda yo, Aitsu no Imōto da yo" (そうだよ、あいつの妹だよ)                             | 3 tháng 3 năm 2014  |
| 10     | "Tama Senpai, Ohisashiburi" (タマ先輩、お久しぶり)                                     | 10 tháng 3 năm 2014 |
| 11     | "Higi tte Nani?" (秘技ってなに?)                                                       | 17 tháng 3 năm 2014 |
| 12     | "Kono Mama da to Tomodachi Eien ni Zeronin da yō" (このままだと友達永遠にゼロ人だよぉ) | 24 tháng 3 năm 2014 |
| OVA    | "Wōtā!!" (ウォーター!!)                                                                | 23 tháng 9 năm 2014 |

### Drama CD
Đã có hai tác phẩm được sản xuất. Hajime Asano là người phụ trách kịch bản của cả hai tập.
- Difuragu! Drama CD

Được ra mắt vào 23 tháng 7 năm 2010, được Toranoana phát hành độc quyền.
- Difuragu! Drama CDII

Được ra mắt vào 22 tháng 12 năm 2011, và cũng được Toranoana phát hành độc quyền.